# Velikit
Velikit ist ein sehr selten vorkommendes Mineral aus der Mineralklasse der Sulfide und Sulfosalze. Es kristallisiert im tetragonalen Kristallsystem mit der chemischen Zusammensetzung (Cu,Hg)11Sn4S16 und bildet kleine Körner und tetragonale, bis zu einem Millimeter große Kristalle von dunkelgrauer Farbe.

## Etymologie und Geschichte
Das Mineral wurde erstmals 1977 von L. N. Kaplunnik, E. A. Pobedimskaya und N. W. Below beschrieben, sie veröffentlichten jedoch nur eine Kristallstruktur und keine vollständige Beschreibung. Das Mineral wurde auch nicht von der CNMMN anerkannt. Dies geschah erst 1997 nach einer genaueren Beschreibung durch V.S. Gruzdev, V.Y. Volgin, E. M. Spiridonow, T.L. Evstigneeva, Y.K. Kabalov, V.I. Sorokin, E.G. Osadchyi, T. N. Chwiljowa und N.M. Chernizova anhand einer Mineralprobe aus der Antimon-Quecksilber-Lagerstätte von Khaidarkan (Chaidarkan) im Ferganatal im kirgisischen Alai-Gebirge. Es ist nach dem sowjetischen Mineralogen A.S. Velikiy benannt.

## Klassifikation
In der veralteten 8. Auflage der Mineralsystematik nach Strunz war der Velikit noch nicht aufgeführt.
In der zuletzt 2018 überarbeiteten Lapis-Systematik nach Stefan Weiß, die formal auf der alten Systematik von Karl Hugo Strunz in der 8. Auflage basiert, erhielt das Mineral die System- und Mineralnummer II/C.06-100. Dies entspricht der Klasse der „Sulfide und Sulfosalze“ und dort der Abteilung „Sulfide mit dem Stoffmengenverhältnis Metall : S,Se,Te ≈ 1 : 1“, wo Velikit zusammen mit Barquillit, Briartit, Černýit, Famatinit, Ferrokësterit, Hocartit, Kësterit, Keutschit, Kuramit, Luzonit, Permingeatit, Petrukit, Pirquitasit, Rhodostannit, Sakuraiit, Stannit und Toyohait die „Stannitgruppe“ mit der Systemnummer II/C.06 bildet.
Die von der International Mineralogical Association (IMA) zuletzt 2009 aktualisierte 9. Auflage der Strunz’schen Mineralsystematik ordnet den Velikit in die Klasse der „Sulfide und Sulfosalze (Sulfide, Selenide, Telluride, Arsenide, Antimonide, Bismutide, Sulfarsenide, Sulfantimonide, Sulfbismutide)“ und dort in die Abteilung „Metallsulfide, M : S = 1 : 1 (und ähnliche)“ ein. Hier ist das Mineral in der Unterabteilung „mit Zink (Zn), Eisen (Fe), Kupfer (Cu), Silber (Ag) usw.“ zu finden, wo es zusammen mit Černýit, Ferrokësterit, Hocartit, Idait, Kësterit, Kuramit, Pirquitasit und Stannit die „Stannitgruppe“ mit der Systemnummer 2.CB.15a bildet.
In der vorwiegend im englischen Sprachraum gebräuchlichen Systematik der Minerale nach Dana hat Velikit die System- und Mineralnummer 02.09.02.08. Das entspricht der Klasse der „Sulfide und Sulfosalze“ und dort der Abteilung „Sulfidminerale“. Hier findet er sich innerhalb der Unterabteilung „Sulfide – einschließlich Selenide und Telluride – mit der Zusammensetzung AmBnXp, mit (m+n):p=1:1“ in der „Stannitgruppe (Tetragonal: I42m) A2BCS-Typ“, in der auch Stannit, Černýit, Briartit, Kuramit, Sakuraiit, Hocartit, Pirquitasit, Kësterit, Ferrokësterit und Barquillit eingeordnet sind.

## Bildung und Fundorte
Velikit ist vergesellschaftet mit Quarz, Fluorit, Stibnit, quecksilberhaltigem Sphalerit, Metacinnabarit, Pyrit, Aktashit und Livingstonit.
Neben der Typlokalität in Kirgisistan sind Funde nur noch Chauvai, ebenfalls in Kirgisistan, und der Campbell-Mine in Bisbee im US-Bundesstaat Arizona bekannt.

## Kristallstruktur
Velikit kristallisiert im tetragonalen Kristallsystem in der Raumgruppe I4 (Raumgruppen-Nr. 82) mit den Gitterparametern a = 5,786 Å und c = 10,905 Å, sowie zwei Formeleinheiten pro Elementarzelle.